# Emil Roman
Emil Roman (n. 15 octombrie 1938, Cristur, județul Hunedoara - d. 17 februarie 2023, Arad) a fost un deputat român în legislatura 1992-1996, ales în județul Arad pe listele partidului PUNR. Emil Roman a fost preot și a colaborat cu Securitatea.